# Tablas de Daimiel Nationalpark
Tablas de Daimiel Nationalpark (Parque Nacional de las Tablas de Daimiel) er et vådområde La Mancha-sletten, et ellers tørt område i provinsen Ciudad Real. Med et areal på omkring 3.000 hektar, er parken den mindste af Spaniens femten nationalparker.
Det beskyttede område er ved at blive udvidet i de nærliggende landbrugsområder, i et forsøg på at imødegå skader i vådpområdet pga. overforbrug af vand.
Ud over nationalparkstatus, er området også internationalt beskyttet:
- som ramsarområde under Ramsarkonventionen (1.938 ha)[3]
- En del af Biosfærereservatet Mancha Húmeda, under UNESCO's "Man and the Biosphere" programmet fra 1993.
- EF-fuglebeskyttelsesområde.

## Historie
Som i andre Spanske vådområder, har der i Tablas de Daimiel været en lang tradition for jagt på fugle.
Værdien af økosystemet til jagt har givet Tablas en vis beskyttelse ind i det 20. århundrede. Selv om regeringen i 1950'erne fremmede landindvindingsprojekter i La Mancha med det formål at reducere mængden af vådområder, skød Franco ænder i området og i 1966 blev Tablas et Nationalt jagtreservat.
I 1963 lancerede International Union for the Conservation of Nature and Natural Resources (IUCN) et projekt til at bevare og forvalte vådområder, MAR Project, der udarbejdede en liste over vådområder af international betydning som et fundament for en international konvention om vådområder. Udkastet opfordrede til beskyttelse af vådområder som levesteder snarere end af arter. Tablas de Damiel blev oprettet som Nationalpark i 1973.
I 1980 blev nationalparken udvidet og UNESCO inkluderede Las Tablas i et Biosfærereservat.
I 1982 blev Las Tablas ramsarområde og i 1987 fuglebeskyttelsesområde (spansk: Zona de Especial Protección para las Aves) under EUs Fuglebeskyttelsesdirektiv.

## Landskabet
Parken er det sidste overlevende eksempel på vådområder på flodsletter i den tørre centrale del af Den Iberiske Halvø. Liggende nedenfor den øverste del af Guadiana-bækkenet, spiller parken en vigtig rolle i næringsstofkredsløbet.
Landskabet i vådområdet er præget af tilbagevendende sæsonbestemte oversvømmelser, som indtil for nylig blev opretholdt af udsving i både floden og grundvandet; Den største oversvømmelse har været på omkring 17 km² . Tablas er en af de vigtigste vand-økosystemer i Spanien, og er også vigtigt på grund af den store mængde af trækfugle, der passerer området, og for ænder og gæs.
Der er to typer vand i las Tablas de Daimiel hvilket giver et usædvanligt økosystem: Guadiana bidrager med ferskvand, mens dens biflod Gigüela er brak.	

## Flora
Det friske vand i Guadiana favoriserer væksten af tagrør (Phragmites australis, Phragmites communis), og det salte vand fra Gigüela fremmer væksten af en marskvegetation primært Avneknippe (Cladium mariscus) og det er en af de mest omfattende bestande i det vestlige Europa.
Der er grupper af dunhamre (g. Typha, Sø-KogleaksScirpus lacustris, Scirpus maritimus) og siv (g. Juncus) i de lavvandede områder.
Græsarealer med kransnål er en af de mest karakteristiske formationer i nationalparken dannet af forskellige arter i Kransalgeslægten (Chara hispida, Chara major, Chara canescens), også kendt lokalt som "Ovas" og var i stand til at danne en næsten kontinuerligt tæppe.

## Fauna

### Trækfugle
Purpurhejre (Ardea purpurea), fiskehejre (Ardea cinerea), silkehejre (Egretta garzetta), nathejre (Nycticorax nycticorax), rørdrum (Botaurus stellaris), rødhovedet and (Netta rufina), skeand (Anas clypeata), pibeand (Anas penelope), spidsand (Anas acuta), krikand (Anas crecca), lærkefalk (Falco subbuteo), nordisk lappedykker (Podiceps auritus), sorthalset lappedykker (Podiceps nigricollis), stylteløber (Himantopus himantopus), Cistussanger (Cisticola juncidis), skægmejse (Panurus biarmicus).

### Fastboende
Den truede ferskvandskrebs (Austropotamobius pallipes), der tidligere var i så rigelige mængder at det var en væsentlig indtægt for befolkningen i området, findes stadig men er nu næsten udryddet.
efter den store rovfisk gedden er (Esox lucius) er indført er andre lokale arter som skægkarpe (Barbus barbus), almindelig karpe (Cyprinus carpio), eller døbel (Leuciscus cephalus) nu truede i området.
I foråret og om sommeren findes padder og krybdyr som løvfrø (Hyla arborea), iberisk latterfrø (Pelophylax perezi), skrubtudse (Bufo bufo), snog (Natrix natrix) og hugormsnog (Natrix maura).
Der findes også pattedyr som ilder (Mustela putorius), ræv (Vulpes vulpes), Odder (Lutra lutra), the mosegris (Arvicola amphibius). I nærheden af vådområderne findes også vildkaniner (Oryctolagus cuniculus), hare (Lepus capensis), brud (Mustela nivalis) og vildsvin (Sus scrofa).

## Eksterne kilder og henvisninger
1. 1 2  "1102 hectareas mas de parque nacional". Público. 2014. Hentet 11. januar 2014.
2. ↑  "Official page of the park (Google translation)". Official site. Hentet 25. september 2007.
3. ↑  "Ficha Informativa sobre Humedales Ramsar" (PDF). Arkiveret fra originalen (PDF) 21. december 2016. Hentet 18. december 2016.
4. ↑  "Tablas de Daimiel: Site ES0000013" (PDF). Arkiveret fra originalen (PDF) 11. januar 2014. Hentet 18. december 2016.
5. ↑  Álvarez-Cobelas, M. & Cirujano, S. 1996. TDNP: Aquatic Ecology and Society (in Spanish). Organismo Autónomo de Parques Nacionales, Ministerio de Medio Ambiente.

- Wikimedia Commons har flere filer relateret til Tablas de Daimiel Nationalpark
- Oprettet hovedsageligt efter ver 754806250 på engelsk wikipedia

39°09′N 3°40′V / 39.150°N 3.667°V